# 도널드 칸
도널드 브라이언 칸(Donald Brian Calne, 1936년 5월 4일 ~)은 캐나다의 의사이자 신경학자이다.

## 생애
영국 런던에서 태어난 그는 옥스퍼드 대학교에서 학사와 의학 박사를 모두 취득하였다. 1980년까지 영국과 미국 메릴랜드주에서 일했으며, 1981년에 캐나다로 이민을 가서 브리티시컬럼비아 대학교 의과대학 교수가 되었고, 2001년에 정년 퇴임을 하였다. 현재까지도 그는 계속 밴쿠버에서 살고 있다.
그는 파킨슨병에 관한 연구로 많은 업적을 쌓았다. 국립 파킨슨 재단의 과학 자문 위원회(National Parkinson Foundation's Scientific Advisory Board)의 위원이며, 1998년에 캐나다 명예 훈장 (Order of Canada)을 받았고, 2001년에는 캐나다 왕립 협회의 명예 훈장(Fellowship of the Royal Society of Canada)을 받았다.
칸은 브리티시 컬럼비아 대학교 병원에서 일하던 간호사 수잔(Susan M. Calne)과 결혼하였다. 칸 부부는 파킨슨병에 대해 함께 연구도 하고 책을 써 내기도 하였다.
사람의 이성과 감성, 행동의 관계에 대해 저술한 그의 책은 세계적인 베스트셀러가 되었다.

## 어록
| “ | The essential difference between emotion and reason is that emotion leads to action while reason leads to conclusions. 감성과 이성의 근본적인 차이점은 이성은 결론을 낳지만 감성은 행동을 낳는다는 점이다. | ” |
|   | — 도널드 칸 |   |

## 서적
- Calne, Donald B. (1999). 《Within Reason: Rationality and Human Behavior》. New York, Pantheon Books. ISBN 978-0-375-40351-4.[21]
- Calne, Donald B. (1973). 《Progress in the Treatment of Parkinsonism (Advances in Neurology)》. Raven Press. ISBN 978-0-911216-49-3.[22]